# Asan
Asan (del coreano: 아산), oficialmente Ciudad de Asan (en coreano: 아산시, Asan-si), es una ciudad en el sur de la provincia de Chungcheong, Corea del Sur. Limita con el área metropolitana de Seúl, al norte. Asan tiene una población de aproximadamente 250.000.
Asan es conocida por sus aguas termales y es una ciudad de los balnearios. Se ha convertido en el pueblo vecino, Onyang-dong, que también es conocido por sus aguas termales. Esta ciudad no debe confundirse con Ansan, en la provincia de Gyeonggi.
La ciudad de las acciones Asan una estación para los trenes de alta velocidad KTX con la vecina ciudad de Cheonan, llama-Asan Station. Se tarda unos 30 minutos para viajar de Asan de Seúl por el tren KTX. Se puede llegar a las 2 horas del Aeropuerto Internacional de Incheon en coche. Metro de Seúl extendió una de sus líneas para dar servicio a Asan, el 15 de diciembre de 2008. Dos de las principales carreteras, las autopistas Seúl-Busan y de la costa oeste, también pasan por la ciudad de Asan.
Empresas como Hyundai Motor, Samsung LCD y Samsung Electronic tienen fábricas en Asan. Un total de 14 complejos industriales que actualmente están ocupados por autopartes, partes electrónicas y otras fábricas. El puerto de Pyeongtaek, más cercano a la costa este de China, entre los puertos de Corea, está cerca.

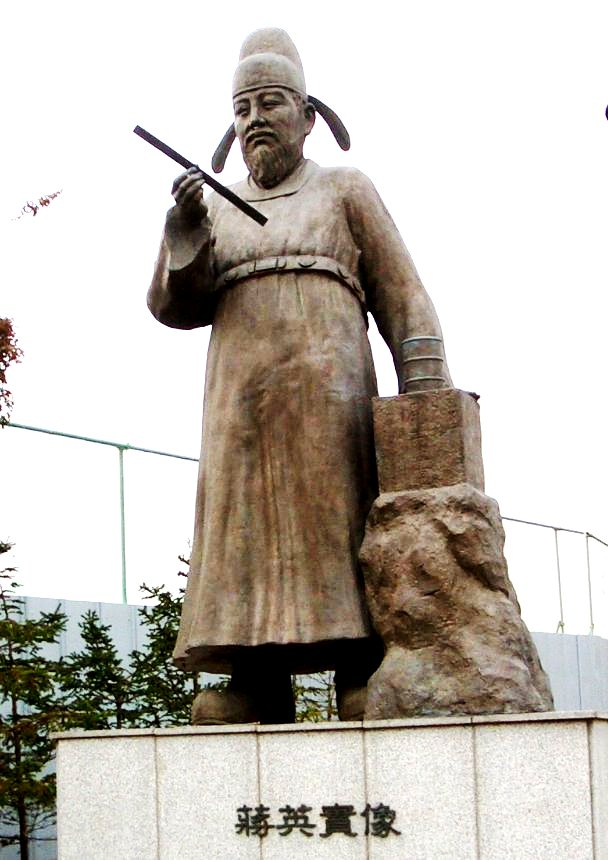